# Mercè Lleixà i Chavarria
Mercè Lleixà i Chavarria (Roquetes, 19 de gener de 1960 - Barcelona, 1 de maig de 2009) fou una actriu catalana.

## Carrera
Llicenciada en Art Dramàtic per l'Institut del Teatre de Barcelona el 1986, va rebre classes d'interpretació d'Albert Vidal, Marie Sue Bruce (Estudi Ernie Martin, Nova York), Franco di Francescoantonio, Dominic de Fazio (Actors Studio), Pavel Khomsky (Teatre de l'Art de Moscou) i Genadi Korotkov (Teatre de l'Art de Moscou). Es va estrenar dalt de l'escenari el 1987 amb Medea, dirigida per Joan Ollé, i Les precioses ridícules de Molière. L'any següent va participar en la representació d'Això és autèntic, dirigida per Jordi Mesalles. També va treballar a les ordres de Calixto Bieito, amb Els enamorats (1990) i de Ramon Simó, amb Nus (1992). El 1996 fou un any prolífer per a Lleixà a nivell teatral, interpretant papers en les obres De poble en poble, dirigida per Ollé, Macbeth, a les ordres de Tamzin Townsend, La cantant calba, amb Boris Rotenstein de director, i Maror, amb Joan Lluís Bozzo. Va figurar en els repartiments de Rosa Novell (Les dones sàvies, 1999), Joan Ollé (L’hora en què res no sabíem els uns dels altres -2003-, Sis personatges en busca d'un autor -2004- i La cantant calba i la cantant calba al McDonald's -2007-) i Toni Vives (Fatma, 2006-07), entre d'altres.
Destacà per la seva llarga trajectòria professional en el món del teatre, el cinema i les sèries de televisió. Era coneguda pels seus nombrosos papers en teatre i durant els últims anys per la seva participació en diferents sèries de TV3 com El cor de la ciutat, on interpretà a la fornera Alicia, o a Nissaga de Poder. L'any 1992 li van atorgar el Premi Nacional de Cinematografia de la Generalitat i el Premi de l'Associació d'Actors i Directors Professionals de Catalunya a la millor actriu de cinema per Què t'hi jugues, Mari Pili?, dirigida per Ventura Pons. Va morir a l'edat de 49 anys, víctima d'un càncer.
Va treballar a la gran pantalla, entre d'altres, a Makinavaja, el último choriso (1992), de Carlos Suárez; Escenes d'una orgia a Formentera (1995) i Gràcies per la propina (1996), ambdues de Francesc Bellmunt. El gruix dels seus treballs són al damunt d'un escenari amb més d'un quinzena d'obres, com La cantant calba, Valentina o Les dones sàvies.
La seva activitat, però, no va centrar-se exclusivament en la interpretació, ja que també va exercir de directora teatral estrenant-se el 2004 amb l'obra Mínim-mal Show, de Sergi Belbel i Miquel Górriz, i de docent a l'Escola Memory, al costat del seu company Toni Vives. El paper de senyora Enriqueta a La plaça del Diamant (2008), producció del Teatre Nacional de Catalunya i dirigida per Toni Casares, va ser l'última aparició de Lleixà a l'escenari. També durant aquest any va rodar el film El Kaserón, de Pau Martínez.
El 23 d'abril del 2010, l'Ajuntament de Roquetes aprova canviar el nom de la biblioteca municipal per passar a anomenar-se biblioteca de Roquetes Mercè Lleixà, com a homenatge a l'actriu de Roquetes desapareguda l'1 de maig als 49 anys.

## Obra

### Cinema
- 1990. Què t'hi jugues, Mari Pili?. Director: Ventura Pons.
- 1992. No et tallis ni un pèl. Director: Francesc Casanova.
- 1992. Makinavaja, el último choriso. Director: Carlos Suárez.
- 1993. Cràpules. Director: Toni Mora.
- 1994. Don Jaume, el conquistador. Director: Antoni Verdaguer.
- 1996. Escenes d'una orgia a Formentera. Director: Francesc Bellmunt.
- 1997. Gràcies per la propina. Director: Francesc Bellmunt.
- 2007. Veïnes Director: Marta E.Vilaltella. Curtmetratge.
- 2008. El Kaserón. Director: Pau Martínez (Assumpta)[8]

### Televisió[calcitació]
- 1990. Los viajes de Laura. Director: Vittorio Sindoni. Coproducció Itàlia - França
- 1992. Jo seré el seu gendre. Director: Jordi Frades. Canal 33
- 1995. Estació d'enllaç. Director: Jordi Frades. TV3. Cap 43
- 1996. Oh! Espanya! (Extremadura). Director: Dagoll Dagom. TV3
- 1996-1998. Nissaga de poder. (Lluisa). TV3
- 1998. Laura. (Les coses que no es diuen). Director: Dani Ventura. TV3
- 1999. Junts. Director Mireia Ros. TV3
- 1999-2000. Happy House. Director Francesc Bellmunt i Jesús Segura. TV2
- 1999. Laberint d'ombres. (Agnès). TV3
- 2000. Des del balcó. Director: Jesús Garay. In Vitro Films, S.A.
- 2002. La mari. Director: Jesús Garay. In Vitro Films.
- 2002. Més enllà de les estrelles. Director: Jesús Segura. La productora.
- 2004. Majoria absoluta. TV3
- 2005-2006. El cor de la ciutat (Alícia Fuster). TV3
- 2007. Hospital Central (Matilde). T5

### Teatre[calcitació]
Directora
- 2004. Minim Mal Show. Estrenada al Jove Teatre Regina de Barcelona.

Actriu
- 1982. A l'hora dels jocs de Roma Mathieu Director: Jorge Vera. Teatre del tren. Estrenada a la Villarroel de Barcelona.
- 1987. Medea de Heiner Müller. Director: Joan Ollé. Teatre set. Estrenada a La Cuina, de Barcelona.
- 1987. Les precioses ridícules de Molière. Director: Pep Fargas. Teatre set. Estrenada al teatre Adrià Gual de Barcelona.
- 1988. Això és autèntic de Tom Stoppard. Director: Jordi Mesalles. Teatre set. Estrenada al Teatreneu de Barcelona.
- 1989. Don Carlos de Friedrich Schiller. Director: Ferran Audí. Teatre set. Estrenada al teatre Adrià Gual de Barcelona.
- 1990. Els gegants de la muntanya. de Luigi Pirandello. Director: Xicu Masó. Estrenada al Teatre Lliure de Barcelona.
- 1990. Els enamorats de Carlo Goldoni. Director: Calixto Bieito. Estrenada al Mercat de les Flors. Grec 90.
- 1993. Nus de Joan Casas. Director: Ramon Simó i Vinyes. Estrenada al teatre Poliorama de Barcelona.
- 1995. Miracles d'aigua de Claudia Méndez. Director: Ferran Audí. Estrenada al Sant Andreu Teatre.
- 1995. La cantant calba d'Eugène Ionesco. Director: Boris Rotenstein. Estrenada al Teatre Tantarantana de Barcelona. Grec 95.
- 1996. Maror de Rodolf Sirera. Director: Joan-Lluís Bozzo. Estrenada al teatre Romea de Barcelona.
- 1996. Macbeth de William Shakespeare amb traducció de Josep Maria de Sagarra. Directora: Tamzin Townsend. Estrenada al Pati Manning de Barcelona. Grec 96.
- 1996. De poble en poble de Peter Handke. Director: Joan Ollé. Estrenada al Mercat de les Flors de Barcelona. Grec 96
- 1999. Les dones sàvies de Molière. Directora: Rosa Novell. Estrenada al teatre Romea de Barcelona.
- 2000. L'augment de Georges Pérec. Director: Jesús Díez. Estrenada al Teatreneu de Barcelona.
- 2003. El barret de copa/Sik-Sik, l'artífex màgic d'Eduardo de Filippo. Director: Jordi Mesalles. Estrenada a l'Espai Lliure de Barcelona.
- 2003. L'hora en què res no sabíem els uns dels altres de Peter Handke. Director: Joan Ollé. Estrenada al Mercat de les Flors de Barcelona. Grec 2003.
- 2004. Sis personatges en cerca d'autor de Luigi Pirandello. Director: Joan Ollé. Estrenada al Teatre Lliure de Montjuich de Barcelona.
- 2004. El dibbuq: entre dos mons de S. Ansky. Director: Moisès Maicas. Lectura dramatizada. Estrenada al Festival Entrecultures de Tortosa.
- 2005. Fatma de M'hammed Benguetaff. Director: Toni Vives. Estrenada al Teatre Auditori Felip Pedrell. Festival Entrecultures de Tortosa.
- 2006. Valentina de Carles Soldevila en versió de Jordi Galceran. Director: Toni Casares. Estrenada al Teatre Nacional de Catalunya.
- 2007. La cantant calba & La cantant calba al Mc Donald's de Eugen Ionescu i Lluïsa Cunillé. Director: Joan Ollé. Estrenada a l'Teatre Lliure de Barcelona.
- 2007. Alícia al país de les maravilles de Lewis Carroll. Adaptació de Àngel Burgas. Director: Toni Vives Lectura dramatizada. Biblioteca de Roquetes
- 2008. Irène Némirovsky de Joan Guasp i Vidal Directora: Rosa Maria Isart Lectura dramatitzada. Biblioteca de Catalunya.
- 2008. La plaça del diamant. de Josep Maria Benet i Jornet. Direcció: Toni Casares. Estrenada al Teatre Nacional de Catalunya.